# Henry Woodring

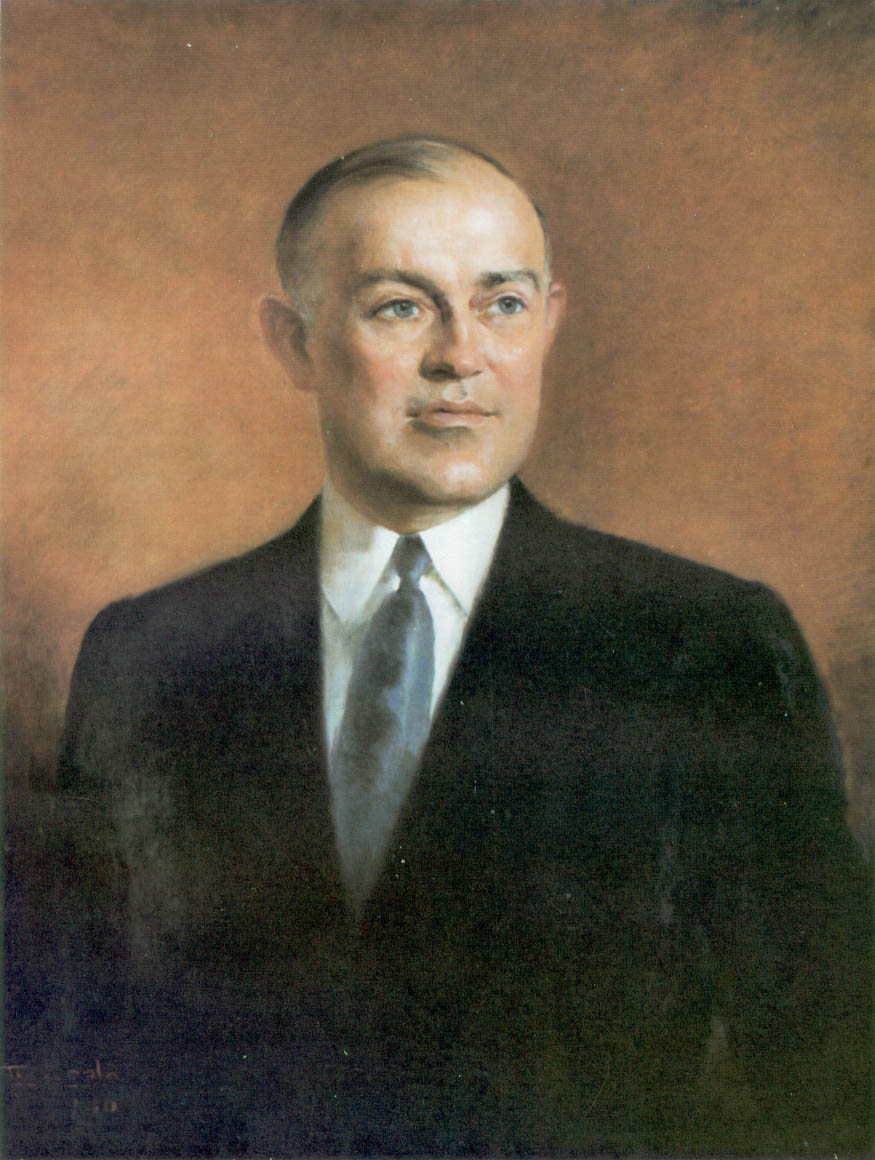
Henry Woodring

Harry ("Henry") Hines Woodring (Elk City (Kansas), 31 mei 1890 - 9 september 1967) was een Amerikaans politicus.
Hij werkte tot 1929 als bankier. Vervolgens was hij van 1930 tot 1932 gouverneur van de staat Kansas. Daarna ging hij de landelijke politiek in, waarbij hij van 1933 tot 1936 assistent van de minister van Oorlog was.
Woodring was zelf minister van Oorlog van 1936 tot 1940 onder president Franklin D. Roosevelt, waarna Woodring aftrad omdat hij het niet eens was met de derde ambtstermijn van de president.
Henry Woodring overleed op 9 september 1967 op 77-jarige leeftijd.
- Gemeinsame Normdatei: 119707581X
- International Standard Name Identifier: 0000 0000 4209 5395
- Library of Congress Control Number: no98106282
- National Archives and Records Administration: 10575931
- Nationale Bibliotheek van Israël: 987007426821205171
- SNAC: w67d4s1m
- Virtual International Authority File: 71014284
- WorldCat: E39PBJtRGRpJHyDDGpcByBXcfq